# Uhersko, Strîi
Uhersko (în ucraineană Угерсько) este localitatea de reședință a comunei Uhersko din raionul Strîi, regiunea Liov, Ucraina.

## Demografie
Componența lingvistică a localității Uhersko
     Ucraineană (98,99%)
     Alte limbi (0,89%)
Conform recensământului din 2001, majoritatea populației localității Uhersko era vorbitoare de ucraineană (98,99%), existând în minoritate și vorbitori de alte limbi.